# Chris Pine
Christopher Whitelaw "Chris" Pine (født 26. august 1980) er en amerikansk skuespiller.
Han har medvirket i blandt andre Just My Luck (2006) og Prinsesse eller ej 2 (2004). Blandt andet i 2009 portrætterede han Kaptajn James T. Kirk i filmen Star Trek.

## Udvalgt filmografi
| År   | Titel                             | Rolle                   |
| ---- | --------------------------------- | ----------------------- |
| 2004 | Prinsesse eller ej 2              | Nicholas Devereaux      |
| 2006 | Just My Luck                      | Jake Hardin             |
| 2006 | Blind Dating                      | Danny Valdessecchi      |
| 2009 | Star Trek                         | James T. Kirk           |
| 2012 | This Means War                    | Franklin Foster         |
| 2012 | De eventyrlige vogtere            | Stemme, Jack Frost      |
| 2013 | Star Trek Into Darkness           | James T. Kirk           |
| 2014 | Jack Ryan: Shadow Recruit         | Jack Ryan               |
| 2014 | Into the Woods                    | Askepots prins          |
| 2017 | Wonder Woman                      | Steve Trevor            |
| 2019 | Spider-Man: Into the Spider-Verse | Peter Parker/Spider-Man |